# NGC 6267
NGC 6267 ist eine 13,3 mag helle Balken-Spiralgalaxie vom Hubble-Typ SBc im Sternbild Herkules am Nordsternhimmel. Sie ist schätzungsweise 139 Millionen Lichtjahre von der Milchstraße entfernt und hat einen Durchmesser von etwa 50.000 Lichtjahren. Gemeinsam mit NGC 6278 bildet sie das gravitativ gebundene Galaxienpaar Holm 765 und ist das hellste Mitglied der kleinen NGC 6278-Gruppe (LGG 409).
Im selben Himmelsareal befinden sich u. a. die Galaxien NGC 6276 und IC 4639.
Das Objekt wurde am 15. Mai 1784 von Wilhelm Herschel  mit einem 18,7-Zoll-Spiegelteleskop entdeckt, der sie dabei mit „vF, pL, R, lbM“ beschrieb.